# Zawady (gmina Zawady)
Zawady – wieś w Polsce położona w województwie podlaskim, w powiecie białostockim, w gminie Zawady. 
Miejscowość jest siedzibą gminy Zawady.

## Dzieje miejscowości

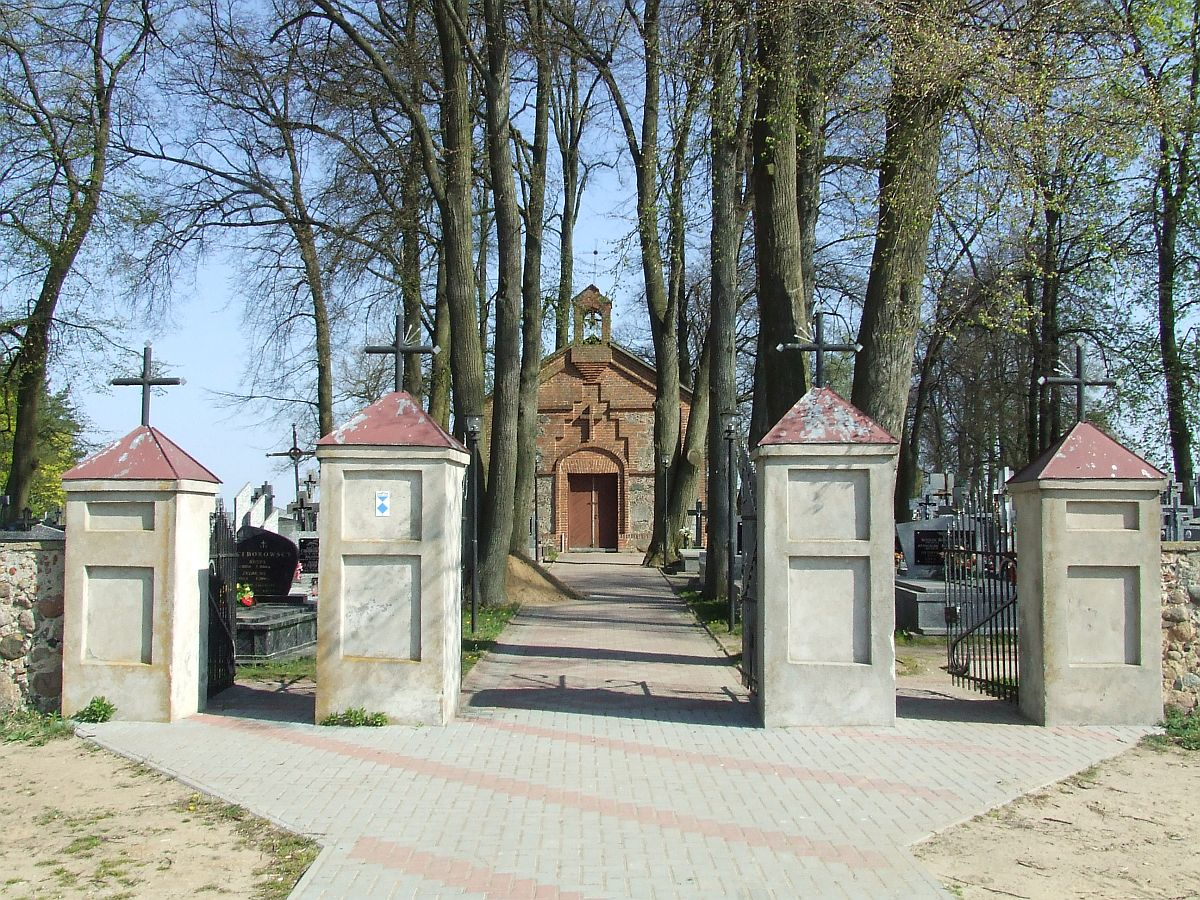
Zabytkowy cmentarz z XVIII w.

Wieś założona około roku 1413. Wtedy to książę mazowiecki Janusz I nadał braciom: Giedejtowi, Marcinowi i Michałowi z Kobylina 60 włók ziemi nad graniczną rzeką Śliną. Nadanie potwierdzone w roku 1422 i 1439. W roku 1452 wieś otrzymała prawa niemieckie.
Na Ślinie istniał most umożliwiający sprawne działanie traktów: z Wizny i Zambrowa do Tykocina i Grodna. Pod koniec XV w. Zawady własnością Jana Giedejta, protoplasty Zawadzkich herbu Prus. Regestr poborowy z roku 1578 wymienia tu siedem działów.
Wieś szlachecka położona była w drugiej połowie XVI wieku w powiecie zambrowskim ziemi łomżyńskiej. 
Następnie wieś drobnoszlachecka do końca wieku XVIII. W połowie XIX w. jako dziedzice wzmiankowani Suchodolscy. W roku 1827 we wsi 12 domów i 224 mieszkańców.
Pod koniec XIX w. Zawady Kościelne, wieś i folwark w powiecie łomżyńskim, gmina Chlebiotki, parafia Zawady. We wsi szkółka początkowa i młyn.
Od lat 80. XIX wieku odnotowano na terenie Zawad napływ osadnictwa żydowskiego ze wschodnich guberni Cesarstwa Rosyjskiego. Społeczność żydowska stanowiła hermetyczną grupę podlegającą kahałowi w Tykocinie. W wyniku konsekwentnego stosowania zasad polityki rynkowej, Żydzi zaczęli stopniowo przejmować od miejscowej ludności rzemiosło i usługi. Do osób pochodzenia żydowskiego należały: dwie piekarnie, kuźnia, zakład rymarski, małe zakłady szewskie i krawieckie, karczma oraz jatka.
Według Powszechnego Spisu Ludności z 1921 roku wieś zamieszkiwało 527 osób, 432 było wyznania rzymskokatolickiego, 1 prawosławnego, 1 greckokatolickiego a 93 mojżeszowego. Jednocześnie 475 mieszkańców zadeklarowało polską przynależność narodową a 52 żydowską. Było tu 50 budynków mieszkalnych. Miejscowość należała do miejscowej parafii rzymskokatolickiej. Podlegała pod Sąd Grodzki i Okręgowy w Łomży; podlegała pod miejscowy urząd pocztowy.
W wyniku napaści ZSRR na Polskę we wrześniu 1939 miejscowość znalazła się pod okupacją sowiecką. Od czerwca 1941 roku pod okupacją niemiecką. Od 22 lipca 1941 r.  do wyzwolenia włączona w skład okręgu białostockiego III Rzeszy.
13 lipca 1943 wieś została spacyfikowana przez funkcjonariuszy SS i niemieckiej żandarmerii w odwecie za akcje Uderzeniowych Batalionów Kadrowych. Zamordowano 28 mieszkańców, w tym trzy kobiety i dwanaścioro dzieci. Trzy ofiary zabito podczas przeczesywania wsi, pozostałe rozstrzelano na tzw. Łysej Górze. W tej samej egzekucji zamordowano także 30 mieszkańców Laskowca.
7 sierpnia 1947 podczas zebrania sołtysów przeprowadzanego w Zawadach oddział NZW pod dowództwem por. Tadeusza Narkiewicza „Ciemnego”, „Rymicza” przeprowadził akcję, w której wyniku rozstrzelano funkcjonariuszy władz komunistycznych: starostę łomżyńskiego Tadeusza Żeglickiego, przewodniczącego Powiatowej Rady Narodowej w Łomży oraz szofera ze starostwa. Biskup łomżyński Stanisław Kostka Łukomski potępił ten akt, zwracając się z listem do władz, w którym napisał m.in.: „Doszła do mnie wiadomość o tragicznej śmierci pan starosty. Padł ofiarą ohydnej zbrodni z rąk bandyckiej, kierowanej zupełnym zanikiem uczuć ludzkich i poczucia moralnego”.
Do 1954 roku Zawady były siedzibą gminy Chlebiotki.
W latach 1975–1998 miejscowość należała administracyjnie do województwa łomżyńskiego.

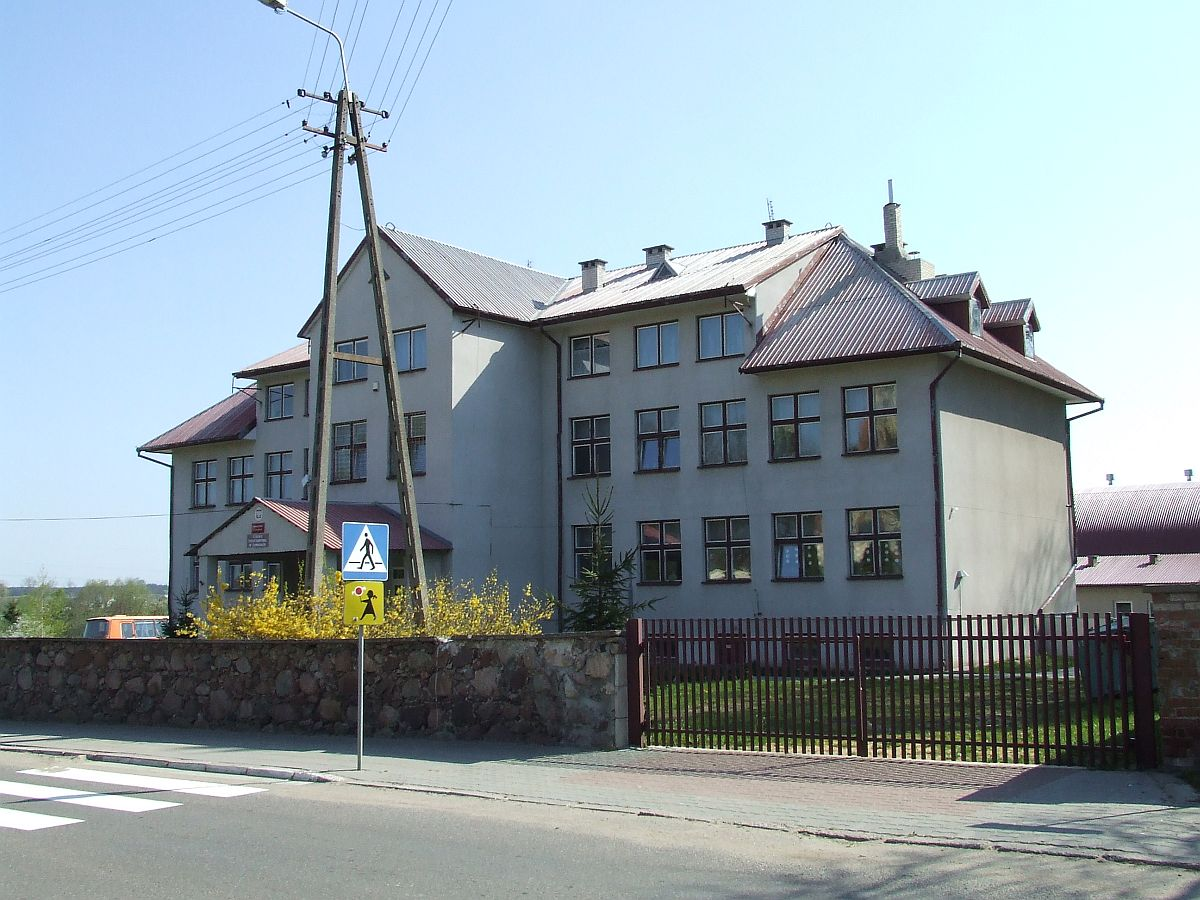
Budynek miejscowej szkoły

## Historia kościoła
Pierwszy kościół ufundowali bracia Kobylińscy. Istnienie parafii potwierdzone w roku 1449. W 1468 wzmiankowany pleban Marcin herbu Prus. Prawdopodobnie kolejny kościół wzmiankowany w roku 1515. Następny zbudowany około roku 1584, konsekrowany przez Zygmunta Czyżewskiego, biskupa pomocniczego płockiego.
W latach 1742–1743 zbudowano kościół drewniany, który funkcjonował do roku 1956, kiedy to został przeniesiony do pobliskiej miejscowości Cibory-Kołaczki. Według projektu architekta Jerzego Pieńczykowskiego z roku 1938, zbudowano obok kościoła drewnianego, neogotycki kościół murowany. Ukończony w roku 1956.

## Obiekty zabytkowe
- cmentarz kościelny, XVIII, nr rej.: 347 z 22.12.1987
- kamienne ogrodzenie z roku 1888, wcześniej otaczające kościół drewniany, z trójdzielną bramą neogotycką, z cegły, nr rej.: 347 z 22.12.1987
- neogotycka kaplica cmentarna z 1878 fundacji małżonków Wądołowskich, nr rej.:348 z 22.12.1987
- cmentarz rzymskokatolicki, 1 poł. XIX, nr rej.: 348 z 22.12.1987[17].
- murowana kapliczka przydrożna z połowy XIX w., wewnątrz figura św. Jana Nepomucena[8]